# 포드주의
포드주의(영어: Fordism)는 일관된 작업 과정으로 노동과정을 개편하여 노동 생산성을 증대시키는, 즉 상대적 잉여 가치를 생산하는 집약적인 축적 체제이다. 1913년 헨리 포드는 본인 공장에 컨베이어 벨트로 생산 라인을 구축하였는데, 포드의 공장은 다른 공장의 제조 기법에 부품의 상호교환성을 결합하여 자동차 산업에 혁명을 불러 일으켰으며 대량 생산을 위한 효율적인 표준을 만들었다. 
하나 혹은 여러 개의 컨베이어를 각각의 근로자 앞에 배치시켜 최종 제품에 들어가는 부품들을 조립하게 한 포드의 아이디어는 많은 공장에서 채택되었다. 그러나 제한된 노동 시간 내에 일정한 생산량을 확보하기 위해 노동 강도를 강화했고, 노동 과정 안에 남아 있는 자유공간을 제거함으로써 자본가의 통제를 보다 확고히 한 체제이다.
이에 대한 노동자 계급의 저항을 막기 위해서 개별 자본의 수준에서 상대적 고임금을 지불하고, 사회적 총자본의 수준에서는 소비양식의 재구성을 통해 대량 생산과 대량 소비를 결합시켰다.
포드주의는 10시간에 이어 8시간 노동제가 정착되면서 절대적 노동 시간이 줄고 있는 가운데서도 단위 시간당 생산량을 급격히 증대·소비시킴으로써 자본측의 요구를 충족시킬 수 있게 된다.

## 포드주의의 한계
포드주의는 산업 생산의 전 영역에서 있을 수 있는 미래상을 제시한 것처럼 보였으나, 그렇지 않다는 것이 판명되었다. 그 체제는 자동차 생산과 같은 경우처럼 대규모 시장에 표준화된 물건을 생산하는 산업에만 적용될 수 있다. 기계화된 생산 라인을 설치하는 것은 막대한 비용이 들고 한번 설치되면 그 생산 라인은 매우 융통성이 없다는 단점이 있다.

## 같이 보기
- 과학적 관리법
- 포스트 포드주의